# 1565 Леметр
1565 Леметр (1565 Lemaitre) — астероїд головного поясу, відкритий 25 листопада 1948 року.
Тіссеранів параметр щодо Юпітера — 3,358.
Названий на честь Жоржа Леметра — бельгійського священика, астронома, одного з авторів теорії розширення Всесвіту.